# Imagineering
Imagineering is een samentrekking van de Engelse woorden 'imagination' (verbeelding) en 'engineering' (techniek). Het is een managementvorm waarbij narratief en orkestratie van collectieve creativiteit organisaties in staat stelt om belevingscommunicatie, nieuwe unieke producten en/of oplossingen voor (sociaaleconomische) problemen te ontwerpen. De imagineer tracht de band tussen organisatie en doelgroep door middel van beleving te versterken, niet alleen via tekst op een rationele manier maar ook via andere zintuigen.

## Geschiedenis
Het begrip imagineering werd tijdens de Tweede Wereldoorlog geïntroduceerd door Alcoa, een Amerikaanse aluminiumproducent, omdat de directie voorbereid wilde zijn op marktontwikkelingen na de oorlog, als de vraag naar wapens, en dus naar aluminium, zou afnemen. In dit kader werd een nieuwe visie ontwikkeld en werden nieuwe toepassingen van aluminium bedacht. Het woord 'imagineering' werd door Alcoa voor het eerst gebruikt in een publicatie van TIME Magazine:

For a long time we've sought a word to describe what we all work at hard here at Alcoa... IMAGINEERING is the word... Imagineering is letting your imagination soar, and then engineering it down to earth.
(We hebben lang gezocht naar een woord dat beschrijft waar we hier bij Alcoa zo hard aan werken... IMAGINEERING is het woord... Bij imagineering laat je je fantasie de vrije loop en ontwikkel je naar iets praktisch toepasbaars.)
—  The Place They Do Imagineering,

De term kreeg echter pas echt bekendheid door de oprichting van Walt Disney Imagineering, de bedrijfstak van Walt Disney verantwoordelijk voor het ontwerp en de bouw van Disneypretparken. 

## Hedendaags gebruik
Vandaag de dag krijgt imagineering een bredere toepassing. Niet meer alleen intern (zoals bij Alcoa) en in de entertainmentsector (zoals bij Walt Disney), maar ook daarbuiten zoeken bedrijven naar nieuwe vormen van beleving om hun doelgroep te bereiken.

### Storytelling
IKEA heeft in Nederland een campagne bestaande uit 365 reclamespots op tv, zodat er een jaar lang iedere dag een nieuwe spot kan worden uitgezonden. Hierin worden emotionele momenten in het leven van individuen verbeeld, zoals zelfstandig wonen, samenwonen, kinderen krijgen en scheiding, waarbij alledaagse momenten worden verweven met belangrijke keuzes.

### Educatie
Musea zijn bezig de omslag te maken van expositielocatie naar belevingsruimte en dat geldt ook voor het onderwijs. Een Chinees spreekwoord zegt ‘wat je hoort vergeet je, wat je ziet onthou je, wat je beleeft begrijp je’. Met dit motto verzorgt festival Circo Circolo talentontwikkeling bij jeugd en jongeren met workshops in een grote circustent en echte circusartiesten als docent.

### Citymarketing en toerisme
Holland Toer is een vorm van imagineering voor toerisme/citymarketing waarbij de sitebezoeker via bewegende beelden, geluiden en eigen navigatie een stad of een andere locatie kan beleven.

### Evenementen
Evenementen worden steeds meer ingezet als strategisch instrument waarbij een imagineer de regie voert. Het OPEnRAam Concert is een innovatie op het gebied van opera, mede als gevolg van teruglopende bezoekersaantallen voor podiumkunsten.

## De imagineer
Het vakgebied van de imagineer beslaat verschillende onderdelen die vaak in combinatie met elkaar worden toegepast:
- business: het creëren van economische waarde door het effectief overdragen van een communicatieve boodschap
- innovatie: zoeken naar een nieuw concept dat realiseerbaar is binnen de randvoorwaarden van techniek, budget, boodschap en doelgroep
- creativiteit: onbegaande paden bewandelen om de doelgroep te benaderen met nieuwe zienswijzen
- trendwatching: op de hoogte zijn van actuele ontwikkelingen bij de opdrachtgever, bij de doelgroep en in de technische faciliteiten
- zingeving: het kweken van loyaliteit bij de doelgroep door hen iets te laten beleven dat niet alleen in het belang is van de organisatie maar ook betrokkene een goed gevoel geeft omdat de activiteit zinvol is voor henzelf en anderen. Kuiper en Smit zeggen hierover in De Imagineer: "de beleveniseconomie wordt een betekeniseconomie."[4]